# Paul-Émile Borduas
Pour l’article homonyme, voir Borduas.
Paul-Émile Borduas, né le 1er novembre 1905 à Mont-Saint-Hilaire, au Québec, et mort le 22 février 1960 à Paris, est un peintre, sculpteur et professeur québécois connu pour ses œuvres abstraites.
Il a entre autres rédigé le Refus global, un manifeste artistique publié en 1948, avec l'appui de quinze cosignataires dont les peintres Jean Paul Riopelle, Claude Gauvreau, Pierre Gauvreau, Marcel Barbeau, Fernand Leduc et Marcelle Ferron,,.

## Biographie

### Une base religieuse
Paul-Émile Borduas nait le 1er novembre 1905 dans la ville de Mont-Saint-Hilaire sur la rive sud de Montréal. Il est le quatrième d’une famille de sept enfants, fils de Magloire Borduas, voiturier, et d’Éva Perrault.
En fréquentant l’église du village, le jeune Borduas découvre l’art par les travaux de restauration du réputé peintre décorateur Ozias Leduc, qui accepte de le prendre comme apprenti. Celui-ci lui fait faire son premier apprentissage de peintre en l'emmenant avec lui à Sherbrooke, à Halifax et à Montréal (baptistère de l'église Notre-Dame et église des Saints-Anges à Lachine) et en l'initiant à la décoration d'église. Ozias Leduc l'encourage à s'inscrire à l'École des beaux-arts de Montréal (1923-1927) et obtient de Mgr Olivier Maurault, alors curé de Notre-Dame à Montréal, les crédits nécessaires pour l'envoyer ensuite étudier en France (1928-1930), aux Ateliers d'art sacré, dirigés par Maurice Denis et Georges Desvallières à Paris. Ce séjour en France lui permet de découvrir les grandes œuvres des peintres européens dont Cézanne, qui aura une influence déterminante sur ses œuvres de jeunesse. Sous l’influence d'Ozias Leduc, partisan de l’art nabi, il entreprend également auprès d’artistes nabis français des recherches sur l’intégration de l’art abstrait dans l’art religieux. — Le mouvement nabi s’attache à retrouver le caractère sacré de l’art et se caractérise par l’utilisation de grands aplats de couleurs ayant comme thématique principale l’étude de la lumière. Le nabi est un mouvement à la fois artistique, intellectuel et spirituel.

### Les années 1930
Au moment de son retour, le Canada plonge dans la Crise économique des années 1930. Sans travail, Paul-Émile Borduas pense alors devoir bientôt s’exiler en Amérique du Sud, ou aux Nouvelles-Hébrides, aux îles Tuamotu, quand il reçoit une offre d’emploi : professeur de dessin dans les écoles primaires de Montréal. À Granby, en 1935, il épouse Gabrielle Goyette, fille d'un médecin. Ils s’installent rue Napoléon, à Montréal, où naissent leurs trois enfants : Janine, Renée et Paul.
De 1933 à 1939, il enseigne au Collège André-Grasset. En 1937, Paul-Émile Borduas accepte un poste qu'il juge plus intéressant, à l'École du Meuble de Montréal, succédant au poste de Jean-Paul Lemieux. Dès lors, il évolue vers une conception plus radicale de l’art.
Durant l'été 1938, il réalise près de huit cents photographies noir et blanc de Percé en Gaspésie. Certaines de ces photographies seront publiées en 1998 dans l'ouvrage Paul-Emile Borduas photographe, dont l'éditeur mentionne : « Cette recherche photographique s'inscrit dans le cadre d'une vaste enquête sur les arts domestiques, l'artisanat et le tourisme », à la demande de son directeur à l'Ecole du meuble, Jean-Marie Gauvreau. « Mais l'artiste détourne, en partie tout au moins, les objectifs imposés afin de poursuivre une expérience avec ce médium. Cette confrontation apparaît comme une étape déterminante dans le développement du langage de Borduas et se révélera le lieu d'un questionnement profond sur les moyens et les visées de la peinture ». Selon l'ouvrage, il ne pratiquera plus la photographie ensuite.

### La folle aventure
En lisant  L'Amour fou  d' André Breton publié en 1937, il découvre le fameux conseil de Léonard de Vinci enjoignant à ses élèves de regarder longuement un vieux mur pour y voir apparaître, dans ses craquelures et ses taches, des formes que le peintre n’a qu’à copier par la suite. Borduas recrée le « vieux mur » de Léonard en traçant spontanément sans idée préconçue quelques traits qui serviront de canevas à l’application de l’huile ou de la gouache. Il commence à réaliser des œuvres abstraites, devenant davantage intéressé par l’acte de peindre que par les thèmes. L'artiste rejette dorénavant toute forme de préparation, comme le choix du sujet ou les esquisses, pour se concentrer uniquement sur les émotions du moment et les pulsions inconscientes. De ces gestes automatiques, surgit le concept de l’automatisme pictural. Son tableau « Abstraction verte » (1941) est considéré comme la première œuvre automatiste de Borduas, incarnant cette nouvelle démarche artistique qui privilégie l'expression libre et intuitive . 
Il fonde la Société d'art contemporain avec John Lyman et Robert Élie, afin de promouvoir l'art abstrait au Canada. Son influence va grandissant auprès de jeunes peintres étudiants qui allaient former le groupe appelé les Automatistes en 1947, ainsi nommé lors de la deuxième exposition du groupe. C'est ainsi que Borduas devient chef de file du mouvement automatiste et songe même à faire de Montréal la plaque tournante d'une École picturale aussi prestigieuse et influente que l'École de Paris ou celle de New-York.
En février 1948, se tient la première exposition de Prisme d'yeux, où le peintre Alfred Pellan lance un manifeste portant ce titre. En août de la même année, en réponse à Pellan, Borduas publie le manifeste Refus global, une critique sévère de la culture canadienne-française comprenant dix textes d'auteurs et signé par les 15 cosignataires suivants : Magdeleine Arbour, Marcel Barbeau, Bruno Cormier, Claude Gauvreau, Pierre Gauvreau, Muriel Guilbault, Marcelle Ferron-Hamelin, Fernand Leduc, Thérèse Leduc, Jean-Paul Mousseau, Maurice Perron, Louise Renaud, Françoise Riopelle, Jean-Paul Riopelle, Françoise Sullivan.
Le manifeste de Borduas dénonce la vieille idéologie conservatrice et proclame la nécessité d’une plus grande ouverture aux courants de la pensée universelle. À l'époque, l’Église catholique au Québec contrôle tout le système éducatif, avec une influence considérable sur le monde politique et judiciaire. Dans « Refus global », Borduas remet en question l’autorité de l’Église, accuse le gouvernement du Québec de garder le Québec dans la « grande noirceur » et exhorte les Québécois à rejeter cette existence rétrograde : à refuser d’obéir comme des moutons à l’autorité établie. Dans ce climat, les idées de Borduas apparaissent révolutionnaires et elles contribuent à la Révolution tranquille. Selon lui, les Canadiens-français doivent abandonner leur vieille culture et en créer une nouvelle, fondée sur les émotions, les sensations et, sur ce qu’il appelle « la magie ». Les termes sont clairs :
« Rompre définitivement avec toutes les habitudes de la société, se désolidariser de son esprit utilitaire. Refus d’être sciemment au-dessous de nos possibilités psychiques. Refus de fermer les yeux sur les vices, les duperies perpétrées sous le couvert du savoir, du service rendu, de la reconnaissance due. […] Place à la magie ! Place aux mystères objectifs ! Place à l’amour ! Place aux nécessités ! » (Borduas, Refus global, 1948)

### À New York
Ses attaques contre le clergé et la classe politique de droite sous l’emprise du Premier ministre Maurice Duplessis, additionnées à la publication de Refus global en août 1948 et à un enseignement mettant l'accent sur la libre expression, ce qui n'est pas du goût de la direction de l'École du meuble, lui valent son congédiement de cette institution en octobre 1948. Il tente, en vain, de justifier son action dans un pamphlet intitulé « Projections libérantes » (1949). Les conditions financières difficiles, à la suite de son renvoi, le forcent à accroître sa production artistique. Il réussit l’exploit de participer à trente-deux expositions en vingt-cinq mois. Ces années pénibles se terminent par la séparation du couple. Accablé, rejeté par ses propres concitoyens, il vend sa maison et se prépare à partir pour les États-Unis. En arrivant aux États-Unis, en avril 1953, il loue un atelier à Provincetown (au 190 Bradford St.), avant de s’installer à New York, où son expérimentation artistique peut se faire en toute liberté.
Ses œuvres circulent davantage, tant localement qu’à l’étranger. Ainsi en janvier 1954, il présente une exposition éponyme à la galerie Passedoit de New York, une autre en avril à la galerie Hendler de Philadelphie, tandis qu’à l’été, il participa à la XXVIIe biennale de Venise. En octobre de la même année, il revient à Montréal présenter l’exposition « En route ». Dix-sept huiles et six encres y prennent place sur les cimaises de la galerie Agnès Lefort. Les critiques remarquent une évolution de son style au contact de l’expressionnisme abstrait américain, dont il visite régulièrement les expositions. Il fréquente « The Club », lieu de rencontre de la bohème new-yorkaise et assiste aux conférences données par les artistes, mais sans intervenir, maîtrisant mal l’anglais. Il y rencontre quelques expressionnistes abstraits.
Dans une lettre à son ami et poète Claude Gauvreau, il écrit connaître « Pollock, Kline et dix autres peintres expressionnistes ». Le tableau intitulé « Les signes s’envolent » annonce une évolution picturale axée sur une épuration des signes jusqu’à leur disparition. L’influence spirituelle nabi se fait à nouveau sentir dans sa peinture. Celle-ci présente des aplats de pâte plus prononcés et une tendance chromatique vers le noir et blanc. Le style de Borduas subit des transformations radicales : influencé par le néo-plasticien hollandais Piet Mondrian, mais également par le « suprématisme » (carré blanc sur fond blanc) du Russe Kasimir Malevitch, avec qui on remarque une forte parenté esthétique, parenté aussi avec « l’œuvre en noir » du Français Pierre Soulages et de l’Américain Franz Kline. Borduas s’inscrit donc comme un représentant du Canada (Québec) dans l’histoire de l’art international. Ses toiles s'élargissent, la notion d'espace prend davantage d'importance et sa gestuelle rythmée s'apparente à celle de l'expressionnisme abstrait.

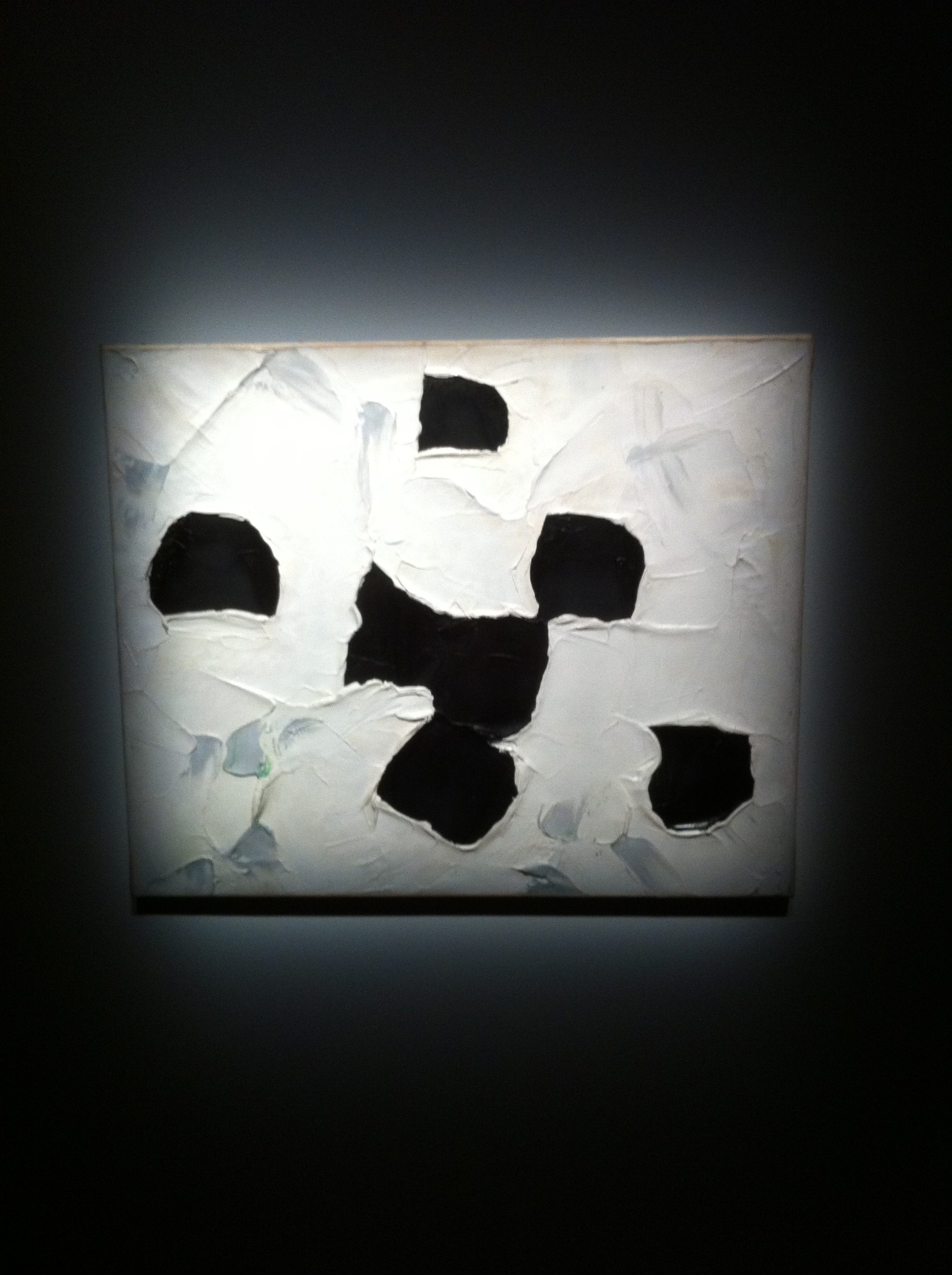
Composition 11, vers 1957. Œuvre exposé lors de l'exposition Big Bang du Musée des beaux-arts de Montréal, en décembre 2011.

### À Paris

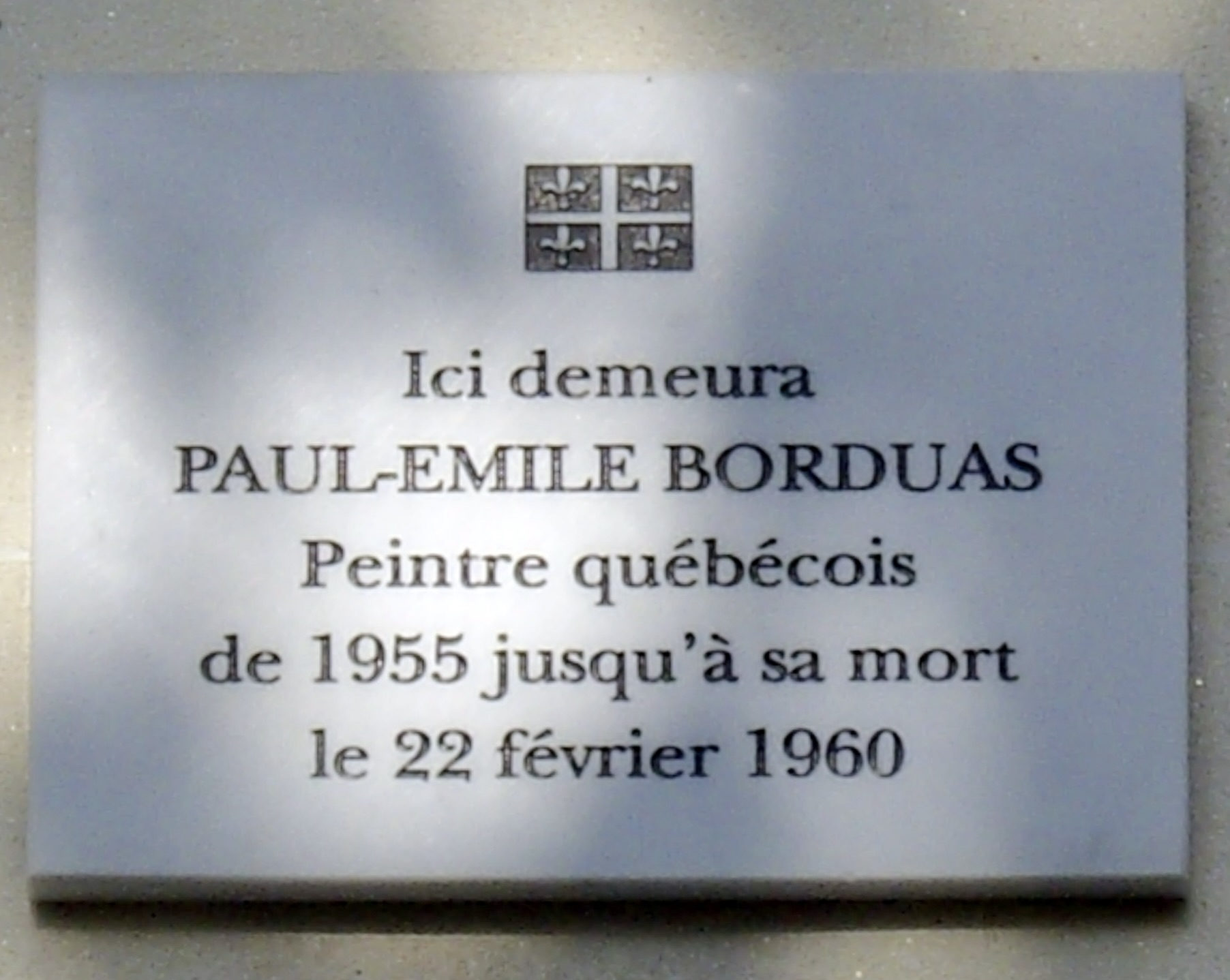
Plaque apposée au no 19 de la rue Rousselet, Paris 7e, où habitait Borduas.

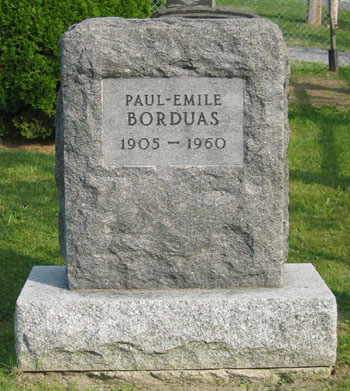
Pierre tombale de Paul-Émile Borduas au cimetière de la paroisse catholique romain de Saint-Hilaire (lot 476) à Mont-Saint-Hilaire.

Malgré ses succès sur la scène new-yorkaise, Borduas décide de quitter l’Amérique pour s’installer à Paris, en septembre 1955, où il espère être mieux reconnu. Mal lui en prend. Il ne rencontre jamais le succès espéré, n’obtenant sa première exposition solo qu’en 1959, à la galerie Saint-Germain, donc quatre ans après son arrivée. Il y expose 17 toiles qui reçoivent un accueil convenable. Pourtant sa carrière internationale se porte bien. En 1957, la galerie Martha Jackson de New York organise l’événement « Paul-Émile Borduas Paintings 1953-1956 ». Il participe aussi à « 35 peintres dans l’actualité », présentée par le Musée des beaux-arts de Montréal, ainsi qu’à « Contemporary Canadian Painters », exposition qui circule en Australie, et finalement en vedette à la « Recent Developments in Painting » tenue à Londres, ainsi que de nombreuses expositions présentées à Dusseldorf, Genève et Cologne, pour ne nommer que celles-ci.
Mais Borduas s’ennuie à Paris et sa santé décline. C’est pourtant à ce moment dans un sursaut de créativité qu’il peint « L’Étoile noire », probablement son chef-d’œuvre. Borduas s’est soudainement libéré complètement du surréalisme, n’ayant gardé de l’automatisme que la manière spontanée d’appliquer la peinture sur la toile. Typiquement une icône de l’expressionnisme abstrait, « L’Étoile noire » reflète bien les angoisses existentielles de la première génération post-atomique. Pendant les années 1940, alors qu’il élaborait le concept de la peinture automatiste, il envisageait l’avenir avec un certain optimisme. Quinze ans plus tard, la population mondiale décimée par les quelques millions de morts de la Seconde Guerre mondiale et de la Guerre de Corée, sans oublier les corps disparus dans les camps de concentration nazis et les corps calcinés de Hiroshima et Nagasaki, Borduas doit se rendre à l’évidence : il ne verra jamais de son vivant cette nouvelle culture qu'il espérait. Il devient de plus en plus désabusé ; « L’Étoile noire » le montre bien.
Il adopte un style de plus en plus calligraphique, en accord avec son projet d’un nouvel exil, cette fois-ci au Japon. Malheureusement ce projet ne verra jamais le jour. La recherche artistique de Borduas se termine prématurément avec « Composition 69 », tableau où la totalité de la toile est recouverte par des empâtements noirs imposants qui s’imbriquent jusqu’à constituer un quasi monochrome noir mortuaire. En haut du tableau, quelques fissures laissent filtrer un peu de blanc comme une sorte d’appel cosmique.
Le 22 février 1960, le peintre s’éteint à Paris, dans son atelier, victime d’un malaise cardiaque. À côté du lit, sur un chevalet trône « Composition 69 »... Son testament ? Une trentaine de personnes assistent à ses funérailles dont Marcel Trudel, François Hertel, Roland Laroche, Fernand Leduc, Thérèse Renaud, Jean-Paul Filion, Alan Glass, Pauline Julien et Michel Camus.
Il reçoit à titre posthume le prix Guggenheim pour son tableau L'Étoile noire. Une première exposition rétrospective après sa mort a lieu du 22 décembre au 31 janvier 1961 au Stedeljik Museum à Amsterdam.
En 1989, les cendres de Borduas sont rapatriées à Saint-Hilaire, son lieu de naissance. Son épouse Gabrielle Goyette est décédée le 13 juillet 2005 à 94 ans.

## Citations
- Borduas croise Pellan dans une galerie en 1952. Pellan dit : « Comme tu as vieilli, Borduas ! » Borduas réplique : « C'est l'effet miroir, Pellan ! Tu te mires en moi[8] ».
- Peu avant la mort de Borduas, Riopelle croise son ancien maître une dernière fois au Louvre : l'un, amaigri, visiblement malade, descendait péniblement les marches (Borduas) alors que l'autre, le pas vif, en pleine possession de ses moyens, montait à la course les degrés de l'imposant escalier. Les deux hommes se croisent, évitent de s'adresser la parole, poursuivent chacun de son côté leur chemin vers le temple de l'art[9].

## Œuvres

### Œuvre picturale
Paul-Émile Borduas n'est pas le seul peintre canadien qui soit innovateur à son époque (le furent aussi : Alfred Pellan, Jean Paul Lemieux, et plusieurs autres) mais, à sa manière, il a contribué, lui aussi, à la modernité artistique au pays.
Peintre, il aimait l'effet du relief, obtenu à la spatule, et travaillait les couleurs en considérant la matérialité de la peinture.
Son œuvre la plus célèbre serait l'Étoile noire, gagnante d'un prix posthume de la Fondation Guggenheim.
En 2010, une exposition rétrospective de ses œuvres a eu lieu à la Galerie Valentin.

#### Peinture
- Nature morte, vers 1938, aquarelle sur papier, 32,8 x 45,5 cm, Musée national des beaux-arts du Québec, Québec[12].
- Simone Aubry, 1941, huile sur toile, 80,5 x 60,5 cm, Musée national des beaux-arts du Québec, Québec[13].
- Abstraction 4, 1942, gouache sur papier, 42,8 x 59,1 cm, Musée national des beaux-arts du Québec, Québec[14].
- Abstraction nº 16 ou La Chape de l'oraison, 1942, gouache sur papier, 48,6 x 62,5 cm, Musée national des beaux-arts du Québec, Québec[15].
- Abstraction 37, 1942, gouache sur papier collé sur carton, 26,6 x 36,2 cm, Musée national des beaux-arts du Québec, Québec[16].
- Signes cabalistiques, 1943, huile sur toile, 81 x 109 cm, Musée national des beaux-arts du Québec, Québec[17].
- Grenouille sur fond bleu, 1944, huile sur toile, 81,5 x 109,4 cm, Musée national des beaux-arts du Québec, Québec[18]
- Fruits mécaniques, 1947, huile sur toile, 55,4 x 47 cm, Musée national des beaux-arts du Québec, Québec[19].
- Bombardement sous-marin, 1948, huile sur toile, 47 x 55 cm, Musée national des beaux-arts du Québec, Québec[20].
- Joie lacustre, 1948, huile sur toile, 47 x 54,6 cm, Musée national des beaux-arts du Québec, Québec[21].
- Les Pylônes de la porte, 1949, huile sur toile, 86,2 x 148 cm, Musée national des beaux-arts du Québec, Québec[22].
- Souvenir d'Égypte, 1950, encre et lavis sur papier, 24 x 27,6 cm, Musée national des beaux-arts du Québec, Québec[23].
- Après-midi marin, 1951, encre sur papier, 21,5 x 27,7 cm, Musée national des beaux-arts du Québec, Québec[24].
- Bleu, 1954, gouache sur papier calque, 35,3 x 42,4 cm, Musée national des beaux-arts du Québec, Québec[25].
- Les Baguettes joyeuses, 1954, encre et gouache sur papier, 60,2 x 45,4 cm, Musée national des beaux-arts du Québec, Québec[26].
- Les Voiles rouges, 1955, huile sur toile, 38,4 x 46 cm, Musée national des beaux-arts du Québec, Québec[27].
- Tropique, 1955, huile sur toile, 147 x 114,5 cm, Musée national des beaux-arts du Québec, Québec[28].
- Figures schématiques, 1956, huile sur toile, 130,4 x 195,5 cm, Musée national des beaux-arts du Québec[29]
- Obstacles, 1956, huile sur toile, 45,8 x 58,5 cm, Musée national des beaux-arts du Québec, Québec[30].
- Promesse brune, 1956, huile sur toile, 58,3 x 46 cm, Musée national des beaux-arts du Québec, Québec[31].
- Portes ouvertes, 1957, huile sur toile, 78,7 x 97,6 cm, Musée national des beaux-arts du Québec, Québec[32].

### La maison Paul-Émile Borduas
Borduas, après quelques années passées à Montréal, planche sérieusement à s'établir dans sa ville natale, Saint-Hilaire. Entre 1942 et 1943, il conçoit les plans avec son collègue architecte Marcel Parizeau. Construite entre 1944 et 1945 par Paul-Émile Borduas et son père Magloire Borduas, elle est magnifiquement bien située en bordure de la rivière Richelieu. Elle compte 3 étages et est caractérisée par la prépondérance des espaces communs sur les espaces privés. Sa forme est peu banale avec un toit plat et une fenestration qui s'articule de façon asymétrique. Par ses volumes carrés, ses lignes pures et dépouillés, la maison Paul-Émile Borduas rappelle l'architecture du groupe De Stijl ou encore certain projet de Le Corbusier. Les meubles d'origines de style Art déco furent également produits par Borduas et certains de ces élèves de l'École du meuble de Montréal.
Borduas et sa famille occupe la maison de 1945 à 1952. La maison Paul-Émile Borduas appartient aujourd’hui à la Fondation du même nom qui a acheté la maison en 2001 au coût de 250 000 $  grâce à un octroi du gouvernement provincial et une campagne de financement présidée par la mécène Phyllis Lambert. La Fondation a par la suite acheté pour 25 000 $ de meubles originaux conçus par les élèves de Borduas. La maison Paul-Émile Borduas est un centre d’interprétation des œuvres de Borduas, du mouvement automatiste et de Refus Global. Depuis 2001, la maison est maintenant reconnue bien culturel classé par la Commission des biens culturels du Québec.
Il s'agit de l'une de ses œuvres maîtresses.
Depuis 2007, il est possible de visiter la maison de l'artiste. Sous la protection du Musée des beaux-arts de Mont-Saint-Hilaire, la maison est aujourd'hui un centre d'interprétation sur l'homme et son oeuvre.

### Écrits

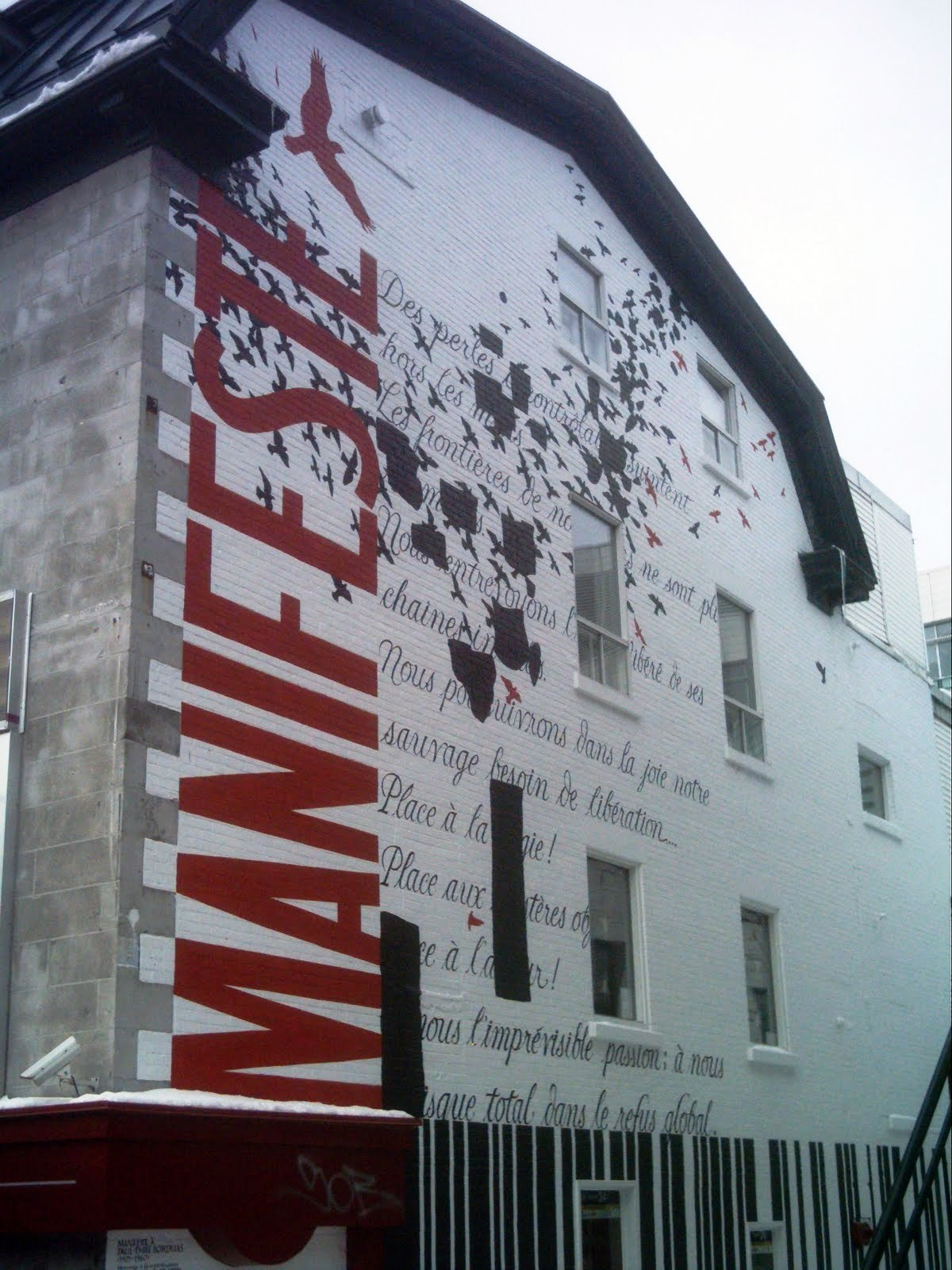
Murale, place Paul-Émile-Borduas à Montréal

- Paul-Émile Borduas, Écrits I (textes publics), édition critique par André-G. Bourassa, Jean Fisette et Gilles Lapointe, Les Presses de l'Université de Montréal, collection Bibliothèque du Nouveau Monde, 1987, 700 p.  (ISBN 2-7606-0761-5)[38]
- Paul-Émile Borduas, Écrits II (écrits intimes), édition critique par André-G. Bourassa, Jean Fisette et Gilles Lapointe, Les Presses de l'Université de Montréal, collection Bibliothèque du Nouveau Monde :
  - Tome 1 : Journal, Correspondance 1923-1953, 1997, 560 p.  (ISBN 978-2-7606-1690-5)
  - Tome 2 : Journal, Correspondance 1954-1960, 1997, 1164 p. (OCLC 386687221)
  - Refus global, Saint-Hilaire, Mithra-Mythe éd., 1948. Réed. L'Ambassade Du Canada, Paris 1998. Manifeste de Paul-Émile Borduas contresigné par Magdeleine Arbour, Marcel Barbeau, Bruno Cormier, Claude Gauvreau, Pierre Gauvreau, Muriel Guilbault, Marcelle Ferron-Hamelin, Fernand Leduc, Thérèse Renaud-Leduc, Jean-Paul Mousseau, Maurice Perron, Louise Renaud, Françoise Riopelle, Jean-Paul Riopelle et Françoise Sullivan, dans un recueil de textes intitulé Refus global[39].
  - Paul-Émile Borduas, Projections libérantes, Saint-Hilaire, Mithra-Mythe, 1949, 40 p. ; nouvelle édition publiée par François-Marc Gagnon dans Études françaises, vol. 8, n° 3, août 1972, p. 243-307 (http://revue-etudesfrancaises.umontreal.ca/volume-8-numero-3/).
  - Paul-Émile Borduas, Claude Gauvreau et Françoise Sullivan et. al, Total Refusal. Refus global. The Manifesto of the Montréal Automatists, Ray Ellenwood trad., Toronto, Exile Editions, coll. « Exile Classics », no 12, 2009, 109 p.
- Refus global, Paris, Allia, 2022, 64 p. (ISBN 979-10-304-1215-4)

## Musées et collections publiques
- Agnes Etherington Art Centre
- Art Gallery of Greater Victoria
- Art Gallery of Hamilton
- Musée des beaux-arts de la Nouvelle-Écosse
- Collection d'œuvres d'art, Université de Montréal[40]
- Galerie d'art Beaverbrook
- Galerie Leonard & Bina Ellen, Université Concordia
- Musée d'art contemporain de Montréal
- Musée d'art de Joliette[41]
- Musée des beaux-arts de l'Ontario
- Musée des beaux-arts de Montréal
- Musée des beaux-arts du Canada
- Musée national des beaux-arts du Québec
- Museum London[42]
- Vancouver Art Gallery

## Honneurs
Paul-Émile Borduas est commémoré dans de nombreux toponymes, plus d'une quarantaine de fois.
- Depuis 1977, le Prix du Québec dans les domaines des arts visuels, des métiers d'art, de l'architecture et du design se nomme le Prix Paul-Émile-Borduas.
- En 1998, le Prix Condorcet est accordé à chacun des signataires du Refus global.
- Il existe à Montréal, la place Paul-Émile-Borduas, un lieu de passage reliant la Grande Bibliothèque du Québec à la rue Saint-Denis.
- La murale Manifeste à Paul-Émile Borduas de Thomas Csano et Luc Saucier est produite l'organisme MU en 2010 afin de rendre un hommage à la contribution de ce grand artiste à la vie artistique et sociale du Québec dans le cadre du cinquantième anniversaire de son décès. L'œuvre est réalisée à la place Paul-Émile Borduas (intersection rue Saint-Denis et rue Émery à Montréal)[44].
- La circonscription fédérale de Chambly—Borduas honore l'artiste.
- La rue Paul-Borduas lui rend hommage depuis 1974 dans l'ancienne ville de Loretteville et l'avenue Borduas dans l'ancienne ville de Sainte-Foy[45] maintenant dans la ville de Québec.
- Désignation de Paul-Émile Borduas à titre de personnage historique national dans le cadre du Programme national de commémoration historique de Parcs Canada[46],[47]
- En 2020, une école nouvellement construite à Mont-Saint-Hilaire a été nommée en son honneur par le vote des élèves[48].